# Karl Rudolf Sohn
Pour les articles homonymes, voir Sohn.
Karl Rudolf Sohn (né le 21 juillet 1845 à Düsseldorf, mort le 29 août 1908 dans la même ville) est un peintre prussien.

## Biographie
Karl Rudolf Sohn est le fils du peintre Karl Ferdinand Sohn et de son épouse Emilie Auguste Mülmann, une fille de l'Oberförster de Düsseldorf.
Après sa scolarité, dernièrement au lycée royal de l'Alleestraße à Düsseldorf, il s'engage pour le service militaire, mais réformé en raison de faiblesses physiques, il commence en 1863 un diplôme d'ingénieur à l'École polytechnique de Karlsruhe. En 1866, il termine avec succès ses études à Karlsruhe, mais n'exerce pas cette profession et retourne à Düsseldorf. Lorsque la guerre franco-allemande de 1870 éclate, il se porte volontaire pour le régiment de hussards prussiens à Düsseldorf, mais est également réformé plus tard.
Peu de temps avant le décès de son père en 1867, il obtient le consentement pour le choix du métier d'artiste. Après avoir commencé ses études sous la direction de son père, il entre à l'académie des beaux-arts de Düsseldorf. De 1867 à 1870, il étudie la peinture historique auprès de Karl Müller et auprès de Julius Roeting la technique pour la peinture figurative. Avant tout, son apprentissage chez son cousin Wilhelm Sohn, dont il devient l’étudiant privé et avec qui il effectue de nombreux voyages d’étude, est décisif pour son développement en tant que portraitiste.
En 1873, Otto Wesendonck commande à Karl Rudolf Sohn le portrait de ses fils Hans et Karl pour sa collection de peintures.
Le 23 août 1873, Karl Rudolf Sohn épouse Else Rethel dans l'église de Loschwitz, la fête a lieu dans la maison d'été de la famille d'August Grahl à Loschwitz.
Sohn a pour galeriste Eduard Schulte (de) et expose aussi à Cologne et à Berlin. À Paris, ses œuvres sont achetées par le marchand d'art français Goupil & Cie. En 1874, il est nommé conférencier à l'académie des beaux-arts de Düsseldorf.
La femme de Benjamin Vautier lui signale une maison à acheter au 23 rue Goltsteinstraße. Avec l'aide de la famille Grahl et des recettes de commissions de portraits, la maison est achetée. Georg Saal planifie les changements structurels, car il lui faut un atelier.

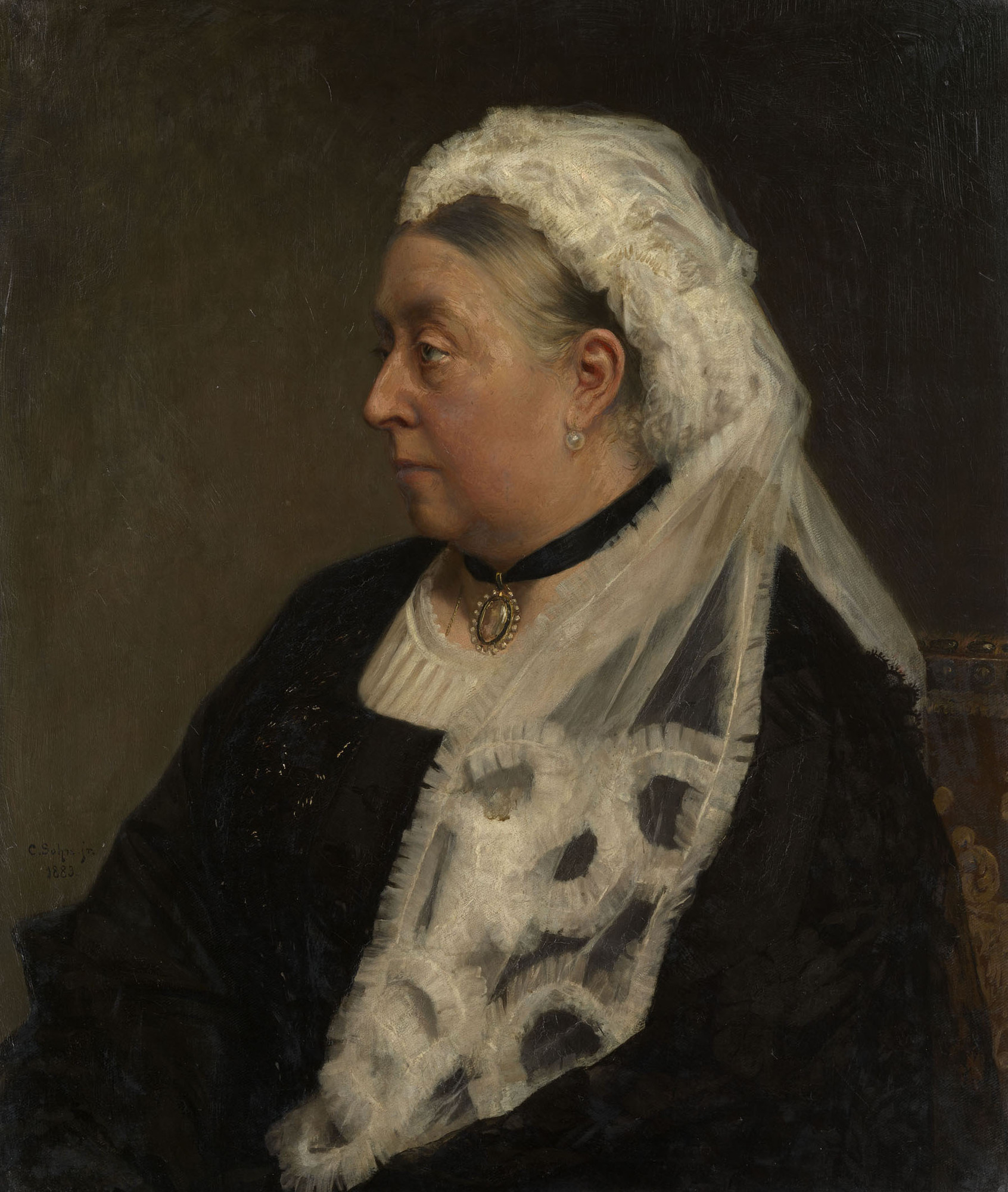
Portrait de la reine Victoria, 1883

Admiré par les grandes cours d'Europe, Karl Rudolf Sohn mène sa carrière de portraitiste bien au-delà des frontières de l'Allemagne. De 1882 à 1886, Sohn est appelé par la reine Victoria dans la cour britannique. Au château de Windsor, il dresse les portraits du duc d’Albany, de John Brown, de la princesse Béatrice et de nombreux autres.
Au printemps de 1888, Karl Rudolf Sohn est juré de la IIIe exposition d'art internationale au Palais des glaces de Munich, avec le graveur Nikolaus Barthelmess (de) de Düsseldorf, ses amis de longue date Robert Diez et Paul Kießling (de) et berlinois Fritz Schaper et bien d'autres.
D'autres missions l'amènent à Paris et en Italie. Karl Rudolf Sohn reste cependant toute sa vie à Düsseldorf, où il appartient de 1871 à 1908 à l'association d'artistes Malkasten. Karl Rudolf Sohn est également un des premiers membres du Deutscher Künstlerbund.
Le peintre Karl Rudolf Sohn décède le 29 août 1908 à Düsseldorf, à l'âge de 63 ans. En septembre 1909, la ville de Düsseldorf organise une exposition à la mémoire de Karl Rudolph Sohn dans la Kunsthalle.

## Famille

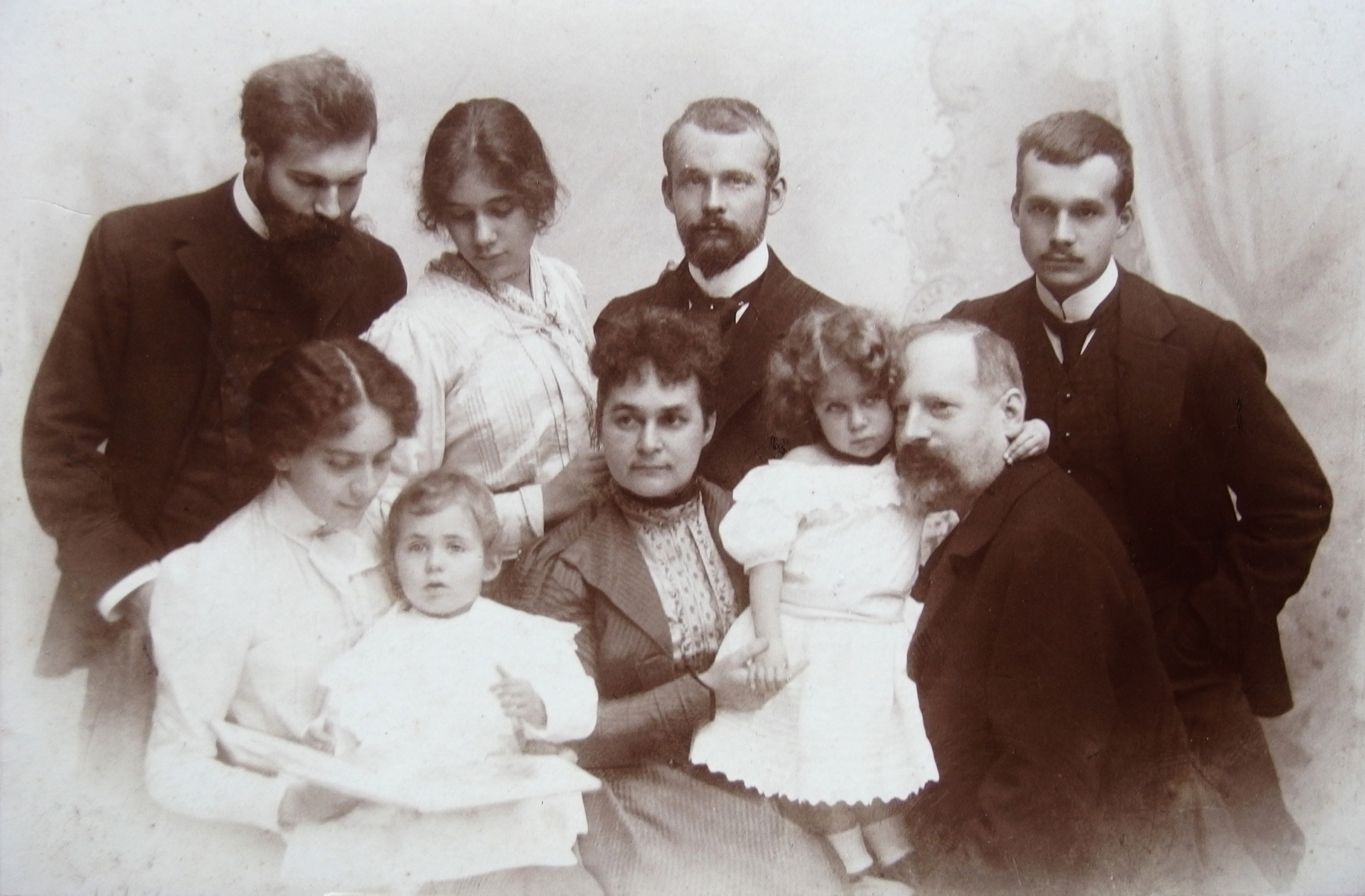
La famille Sohn-Rethel en 1900

Karl Rudolf Sohn épouse Else Rethel, la fille du peintre Alfred Rethel et petite-fille d'August Grahl.
Ils ont ensemble des fils qui deviendront peintre : Alfred Sohn-Rethel, Otto Sohn-Rethel et Karli Sohn-Rethel. La fille Mira Sohn-Rethel épouse le peintre Werner Heuser.
Karl Rudolf Sohn est le plus jeune de cinq frères et sœurs. Les aînés sont les jumeaux Clara Emilie, qui épouse le compositeur et chef d'orchestre Albert Hermann Dietrich en 1859, et le peintre de genre Paul Eduard Richard Sohn (de). Suivent Sophie Emilie qui épouse en 1861 son cousin et peintre Wilhelm Sohn, puis Marie (1841-1891), mariée au peintre Karl Hoff.